# وویچیخ یژی هاس
وویچیخ یژی هاس (لهستانی: Wojciech Jerzy Has؛ ‏ ۱ آوریل ۱۹۲۵ – ۳ اکتبر ۲۰۰۰) کارگردان فیلم، فیلم‌نامه‌نویس، تهیه‌کننده و آموزگار اهل لهستان بود. وی در کراکوف به دنیا آمد. او با آنکه خود فردی ندانم‌گرا بود؛ اما خانواده‌اش از هر دو طرف کاتولیک بودند، هرچند که او تمایلات یهودی‌دوستانه داشت. وی از طرف پدر دارای ریشه‌های یهودی بود و از طرف مادر، کاتولیک. نام خانوادگی «هاس» شکلی هلندی، ییدیش و آلمانی‌شده از نام خانوادگی یهودی האָז است که در زبان انگلیسی به معنی «خرگوش» می‌باشد. 
از فیلم‌هایش در مقام کارگردان می‌توان به یاوه‌نویس،‌ داستان ملال‌انگیز، مصائب بالتازار کوبر، آسایشگاه ساعت‌شنی، دست‌نوشته ساراگوسا و عروسک اشاره نمود.
او برندهٔ جوایزی همچون جایزه هیئت داوران جشنواره کن شده‌است. وی یکی از استادان مدرسه ملی فیلم ووچ بود.